# Chisinau (arrondissement)
Chisinau is een bestuurlijke eenheid (unitate administrativ-teritorială) van Moldavië. De zetel is de gemeente - met stadstitel - Chisinau. Op 01-01-2012 had de bestuurlijke eenheid 794.800 inwoners.
De 19 gemeenten, incl. deelgemeenten (localitățile), van de bestuurlijke eenheid Chisinau:
- Băcioi, incl. Brăila, Frumușica en Străisteni
- Bubuieci, incl. Bîc en Humulești
- Budești, incl. Văduleni
- Chișinău, met de titel municipiul (grote stad)
- Ciorescu, incl. Făurești en Goian
- Codru, met de titel orașul (stad)
- Colonița
- Condrița
- Cricova, met de titel orașul (stad)
- Cruzești, incl. Ceroborta
- Durlești, met de titel orașul (stad)
- Ghidighici
- Grătiești, incl. Hulboaca
- Sîngera, met de titel orașul (stad), incl. Dobrogea en Revaca
- Stăuceni, incl. Goianul Nou
- Tohatin, incl. Buneți en Cheltuitori
- Trușeni, incl. Dumbrava
- Vadul lui Vodă, met de titel orașul (stad)
- Vatra, met de titel orașul (stad).

De 5 sectoren (sectoare) van de bestuurlijke eenheid Chisinau:
- Botanica (Băcioi en Sîngera)
- Buiucani (Condriţa, Durleşti, Ghidighici, Truşeni en Vatra)
- Centru (Chișinău en Codru)
- Ciocana (Bubuieci, Budeşti, Coloniţa, Cruzeşti, Tohatin en Vadul lui Vodă)
- Rîșcani (Ciorescu, Cricova, Grătieşti en Stăuceni)